# Skol Beats 2008
Skol Beats 2008 foi a nona e última edição do festival de música eletrônica Skol Beats, promovido pela marca de cerveja Skol.
O evento primeiramente estava marcado para ser realizado nos dias 9 e 10 de maio, no Espaço Skol Beats, mesmo local onde foi realizado no ano anterior.
Mas, em março, foi divulgado no site oficial do evento que em 2008 este será realizado no dia 27 de setembro.
Neste ano, a produção do evento decidiu co-criar o evento junto com o público, através de discussões no fórum do site sobre os artistas e o formato do evento. Grande parte dos artistas foram escolhidos tendo em vista os votos feitos no fórum. Apenas os artistas da Tenda Terra não foram escolhidos por este processo.

## Informações[3][4]
- Data: 27 de setembro de 2008 das 18h às 8h
- Local: Espaço Skol Beats, - São Paulo
- Abertura dos portões: 18h
- Entrada pelas portarias 19, 29 e 30 (estudantes)
- Lema: Tá na sua mão
- Ingressos: R$ 80,00 por dia (antecipado, até 07/09), R$ 100,00 (antecipado, até 26/09), R$ 120,00 (no dia do evento)
- Na compra do ingresso você recebe 2 unidades de bilhete de Metrô para usar na ida e volta do evento. Haverá ônibus gratuitos nas estações Tietê e Barra Funda do Metrô para transportar o público do evento.
- Público: 14 mil pessoas (esperado)
- Principais atrações: Justice, Pendulum, Digitalism, Armin van Buuren, Dubfire, Christian Smith, Steve Angello & Sebastian Ingrosso
- Espaços: 1 palco, 2 tendas, Chill Out H2OH!, Village
- Potência:
- Organização e Produção: B/Ferraz
- Comunicação: F/Nazca S&S
- Revista oficial: Rolling Stone
- Operadora oficial:
- Co-patrocínio: Axe, Morumbi Shopping, H2OH!, Pepsi Twist 3
- Apoio: Mix FM, Ticketmaster
- Parcerias: Terra, Parque Anhembi

## Programação[3][4]

### Palco Skol Live
Principal espaço do evento.
```
19h
   Killer On The Dancefloor

20h45
 Montage (ao vivo)

22h
   
Mixhell
 (
Iggor Cavalera
 & Laima Leyton)

23h
   
Justice
 (ao vivo)

0h30
  
DJ Marky
 & 
MC Stamina

1h45
  
Pendulum
 (ao vivo)

3h
    
Digitalism
 (ao vivo)

4h30
  
Armin van Buuren

7h
    
Gui Boratto
 (ao vivo)
```

### Tenda Skol Beats
20h   Mario Fischetti
```
22h
   Agoria

0h
    
Anderson Noise

1h30
  
Dubfire

3h30
  
Steve Angello
 & 
Sebastian Ingrosso

6h
    
Fabrício Peçanha

7h
    
Murphy
```

### Tenda Terra
20h   Flow & Zeo
```
21h
   Marcelinho CIC

22h
   DJ MFR

0h
    
Miguel Migs

2h
    
Renato Cohen

4h
    
Christian Smith

6h
    
Propulse

7h
    
Blake Jarrel
```